# Мармар, Михаил Менделевич
Михаи́л Ме́нделевич Ма́рмар; (Misha Marmar) (Миша Мармар род. 7 февраля 1947, Черновцы — 8 августа 2010, Нью-Йорк) — исполнитель песен в стиле эстрадного шансона.

## Биография
Родился в еврейской семье в городе Черновцы. Работал в черновицкой филармонии, выступал с различными коллективами. В 1971 году снялся в телефильме Червона рута вместе с Софией Ротару и Владимиром Ивасюком. В начале 1970-х годов эмигрировал в Израиль, в 1987 году переехал в Нью-Йорк, где продолжил карьеру певца и автора песен. До конца жизни работал в одном из самых знаменитых брайтонских ресторанов Арбат.
В 1989 году выпускает альбом «Бархатный сезон». После 1994 года издает альбомы «Мужчина средних лет», «Еврейские песни» и другие. В альбом «Поговорим на чистоту», который был издан в России на студии «Союз», вошла песня «Колдун» (музыка Дмитрия Соболева, слова Наталья Пляцковская), которую потом с разрешения исполнителя записала Алла Пугачева. Также в этот альбом вошла песня Александра Вертинского «Мадам, уже падают листья». Благодаря этому альбому, Миша Мармар получил широкую известность в России, певца начинают активно приглашать на российское телевидение и радио. В 2004 году певец принимал участие в совместном российско-израильском музыкальном проекте «Совсем не русский шансон».

Без чего нет Брайтона? Каждому дорого что-то своё. Кому-то близок бордвок, кому-то «Интернейшенал», кому-то что-то ещё… Но для всех иммигрантов особой точечкой здесь навсегда остается кафе «Арбат». Ни великолепные наряды, ни толстый кошелек здесь не обязательны. Мы просто заходим сюда, заказываем что-то вкусное и слушаем, как поет Миша Мармар. Потому что, как без Арбата нет Брайтона, так без Миши Мармара нет «Арбата». Он поет здесь уже почти два десятилетия и стал такой же историей, как, скажем, и сам Брайтон.

## Дискография
- 1989 — «Бархатный сезон»
- 1991 — «Казино»
- 1994 — «Поговорим начистоту»
- 1995 — «Мужчина средних лет»
- 2004 — «Еврейские песни»
- 2005 — «Дочка выходит замуж»